# Geosat
Geosat  — американский геодезический спутник, запущенный 12 марта 1985 года ракетой-носителем Атлас-E/F c космодрома Ванденберг.
Geosat был первым многолетним высокоточным альтиметрическим спутником.

## Цели
Основная цель аппарата заключалась в получении информации о гравитационном поле над морской поверхностью путём измерения вариаций расстояния от спутника до уровня океана. В идеальном случае, когда нет искажений от приливов или порывов ветра, океанская поверхность должна принимать форму поверхности сплюснутого сфероида. Однако различные аномалии, пустоты, залежи руд искажают эту форму, а также влияют и на орбиту аппарата. Geosat с точностью до 5 см измерял расстояние до океана по траектории своего движения и фиксировал отклонение этого значения от ожидаемого в случае, если бы Земля была идеальным сфероидом.
Спутник повторял пролёт над теми же регионами с периодом в 23 дня, для исключения эффектов приливов и внешних сил.
18 месяцев проходил засекреченный этап исследований на солнечно-синхронной орбите, а после маневрирования и перехода на новую орбиту аппарат продолжил исследования. На этот раз орбита была круговой с высотой 800 км периодом 101 мин и наклоном 108°. Точное повторение положения спутника происходило через 17,05 дня.

## Конструкция
Для Geosat была разработана система ориентации на основе стабилизации по градиенту силы тяжести. Она требовалась для наведения радиолокационного высотомера. Компонентами системы ориентации были 6-метровая стрела, гиродины, три солнечных датчика, магнитометр и подруливающие двигатели.
Также на борту имелся двухдорожечный магнитофон для записи и хранения данных, ОВЧ передатчик, передатчики S-диапазона и C-диапазона, блоки шифрования.
Основной полезной нагрузкой был радиолокационный высотомер (альтиметр) с доплеровскими маяками. Маяки требовались для отслеживания положения наземными станциями и для фиксирования точного времени для работы высотомера. Альтиметр состоял из сотовой панели толщиной 5 см, параболической антенны диаметром 1,04 м. Центральная частота инструмента 13,5 ГГц, мощность 70 Вт.

## Результаты
Первые данные были обнародованы в 1990 году. В них охватывалась область океана в форме тора, которая окружает Антарктиду между 60° и 72° южной широты. Все данные были рассекречены в июле 1995 года.
Впервые были получены долгосрочные наблюдения за уровнем моря. Они обеспечили значительный прогресс в морской геофизике:
- JHU/APL использовал данные для картирования топографии морского дна[10]
- Данные участвовали в обширном моделировании волновых форм и исследования ледяного покрова.
- Данные также использовались для исследований долгосрочной изменчивости уровня моря в различных регионах земного шара, включая первое в истории бассейновое исследование[11] и изменения уровня моря во время Эль-Ниньо[12].

Через 5 лет работы записывающий магнитофон вышел из строя, и спутник завершил работу. Аналогом и преемником стал аппарат Geosat Follow-On (GFO).